# Milenko Špoljarić
Milenko Špoljarić (en serbe : Миленко Шпољарић), né le 24 janvier 1967 à Belišće en Yougoslavie, est un footballeur international chypriote d'origine croate, devenu entraîneur à l'issue de sa carrière, qui évoluait au poste de milieu offensif.

## Biographie

### Carrière de joueur
Milenko Špoljarić dispute 5 matchs en Coupe des coupes, pour 4 buts inscrits, et 10 matchs en Coupe de l'UEFA, pour 4 buts inscrits,. En Coupe des coupes, il inscrit un doublé le 22 octobre 1998 contre le club grec de Paniónios, à l'occasion des huitièmes de finale aller.

### Carrière internationale
Milenko Špoljarić compte 21 sélections et 8 buts avec l'équipe de Chypre entre 1997 et 2001. 
Il est convoqué pour la première fois par le sélectionneur national Paníkos Georgíou pour un match des éliminatoires de la Coupe du monde 1998 contre le Luxembourg le 11 octobre 1997, où il marque son premier but en sélection durant cette rencontre (victoire 2-0). 
Il s'illustre ensuite lors des éliminatoires de l'Euro 2000, en inscrivant un doublé contre Israël, un but contre l'Espagne, et un but contre Saint-Marin. 
Špoljarić marque ensuite deux buts contre l'Arménie lors d'un tournoi amical, et enfin un but contre Andorre dans le cadre des éliminatoires du mondial 2002. Il reçoit sa dernière sélection le 28 mars 2001 contre l'Estonie (2-2).

## Palmarès
- Avec l'Apollon Limassol
  - Champion de Chypre en 1994
  - Vainqueur de la Coupe de Chypre en 2001

## Statistiques

### Buts en sélection
Le tableau suivant liste tous les buts inscrits par Milenko Špoljarić avec l'équipe de Chypre :